# ザイド・ヘンドリックス
ザイド・ヘンドリックス（Zaid Hendricks、1988年4月4日- ）は、南アフリカ共和国出身の野球選手。身長175cm。体重80kg。ポジションは三塁手・二塁手・外野手。右投右打。現在は南アフリカのMAITLAND GIANTSでプレーしている。

## 来歴
2006年に将来性を重視したマグナンテ監督の意向でWBCの南アフリカ代表に現役高校生ながら選出された。
2007年のIBAFワールドカップ代表にも選出された。ヨーロッパベースボールアカデミーでは打率.278を記録した。
2009年のWBCでも南アフリカ代表に選出された。

## プレースタイル
身体能力が持ち味で荒削りながらも思い切りのいい打撃が売りの俊足巧打の内野手で将来を嘱望されている。肩や瞬発力に優れる一方、スローイングやキャッチングが不安定である。